# 高千穂丸
高千穂丸（たかちほまる）は、かつて大阪商船が運航していた貨客船。第二次世界大戦中に米潜水艦に撃沈され、多数の遭難者を出した。

## 概要
文中、トン数表示のみの船舶は大阪商船の船舶である。

### 台湾航路略史
大阪商船は、日清戦争終結後、戦争の結果獲得した台湾への航路開設をいち早く検討し、社員を現地に派遣した上で資本金を増強して航路開設の準備を行った。また、航路開設の申請書を台湾総督府に提出した。その結果、台湾総督府は大阪商船に対し、1896年5月以降に大阪と基隆間の航路を台湾総督府命令航路として定期航海を下命した。その後、日本側の基点が大阪が神戸に変更され、大阪商船に対する下命の翌1897年には日本郵船に対しても神戸・基隆間航路を命令航路として下命したが、後者に対して大阪商船では、大型船の投入などで常に先手を打ってサービスの向上に努めた。

### 高千穂丸の登場
大阪商船は、開設期の台湾航路には3,300トンクラスの台中丸級貨客船2隻を就航させたが、日露戦争後からはより大型の客船を投入した。1910年からは「笠戸丸」（6,209トン）が投入され、1924年まで就航した。他にも「亜米利加丸」（6,030トン）、「扶桑丸」（8,196トン）、「蓬莱丸」（9,205トン）、「瑞穂丸」（8,511トン）などが投入されたが、これらはいずれも他の船会社や外国からの購入船だった。そこで、台湾航路用の新造船として建造されたのが「高千穂丸」だった。
設計に際し、大阪商船の主任造船技師だった和辻春樹は、客室部分の甲板の反りを廃止して極力水平に近づけ、居住性を高めた。三菱重工業長崎造船所での建造時には、逓信省とロイド船級協会の特別監査が入った。また、船内装飾は全面的に日本趣味様式が採用され、蒔絵や螺鈿が取り入れられた。
1934年1月31日に竣工し、2月10日に処女航海を行った。日中戦争初期の1937年8月から1938年2月には「瑞穂丸」とともに陸軍使用船として徴用されたが、「高千穂丸」はのちに航路に復帰。1941年7月26日、日本の仏印進駐に抗議する形で、いわゆるABCD包囲網が形成。アメリカ、イギリス、オランダとその属領で在外資産凍結を行ったため、海外在留の日本人は総引き揚げのやむなきに到った。9月から11月にかけて日本人引き揚げが行われ、「高千穂丸」は「日昌丸」（南洋海運、6,526トン）、「富士丸」（日本郵船、9,138トン）とともにオランダ領東インド在留の日本人引き揚げ船として活動した。
1942年4月、船舶運営会が設立。その後、大阪商船の神戸・基隆航路は、ハイフォン直航線を除いた他の航路とともに運営会に移管された。また、「高千穂丸」の3年後に就航した「高砂丸」（9,315トン）は病院船として徴用されたが「高千穂丸」は徴用されず、同じく徴用されなかった「富士丸」や「大和丸」（日本郵船、9,655トン）とともに神戸・基隆航路に就航し続けた。

### 高千穂丸の最期
1943年3月14日19時、「高千穂丸」は神戸を出港。瀬戸内海を通過して門司に到着。
3月17日正午、「高千穂丸」は船客913名、乗組員その他176名を乗せ、雑貨2,614トンを積み込んで門司を出港し基隆に向かった。航海中、船内では連日避難訓練を行って不測の事態に備えていた。しかし、台湾近海では3月15日に「富士丸」が雷撃を受けて間一髪被害を逃れる事態もあり、安全は保障されていなかった。
3月19日朝、「高千穂丸」ではこの日も避難訓練を行っていた。
9時30分、基隆沖アジンコート（彭佳嶼）北東に差し掛かった時、アメリカ潜水艦「キングフィッシュ」から魚雷が発射された。「高千穂丸」はすぐさま取舵で魚雷をかわしにかかり、1本目はかわしたものの、2本目が右舷船尾に命中。続いて新たな魚雷2本が命中。1本は不発だったが、もう1本が右舷船倉に命中し、「高千穂丸」は急激に右側に傾いていった。被雷のショックで無線装置が破壊され、救命ボートも3艇しか降下できなかった。
9時39分、「高千穂丸」は乗客乗員844名を乗せたまま沈没。脱出した245名はボートに分乗し、アジンコートにたどり着いて救助された。近辺の艦船には遭難の報が伝わらず、すぐさま救助には駆けつけなかった。3月24日、逓信省は「高千穂丸」遭難を公表した。

#### 幼年学校生の犠牲
この際、台湾へ帰省予定の陸軍幼年学校の生徒も乗船しており、うち東京陸軍幼年学校（東幼）からは10名中7名の行方不明者（事実上の死者）を出した。この他、広島陸軍幼年学校（広幼）から3名、熊本陸軍幼年学校（熊幼）から5名が乗船している。遭難後、東幼の生徒は歌を歌って周囲の乗客を励まし、救命ボートへの乗船も後へ譲ったまま行方不明になった、と生存者が証言している。生存した東幼生徒も救命活動に貢献し、特に生存した3名全員が銃剣を保持したままだった点は大日本帝国陸軍の台湾軍で高い評価を受けた。
1960年（昭和35年）になって、同期生が尽力した結果、東幼生7名を題材に『心の歌』として毎日放送テレビでドキュメンタリーが放映された。これをきっかけに、東幼、広幼、熊幼のOBの努力により、1976年（昭和41年）10月17日、靖国神社に合祀された。

## 高千穂丸を題材とした作品
- 『心の歌』（毎日放送テレビ、1960年）
- 『浮世光影』（台湾映画、黄玉珊監督、2005年、原題：南方紀事之浮世光影。）